# Veturius dominicae
Veturius dominicae es una especie de coleóptero de la familia Passalidae.

## Distribución geográfica
Habita en Venezuela.